# الداهية (فلم)
الداهية فيلم جريمة، تشويق وإثارة مصري للمخرج عبد الهادي طه عن قصة وسيناريو وحوار محمد محمد عثمان  عام 1986. الفيلم من بطولة إيمان ومحمود مسعود وإبراهيم خان  وتدور الأحداث بعدما يحرر الأب وثيقة تأمين لصالح ابنته، يلتف حولها شاب مُحتال، ويسعى الأب لحماية ابنته.
صدر الفيلم إلى دور العرض المصرية في 29 سبتمبر 1986.
منح موقع قاعدة بيانات الأفلام العربية «السينما.كوم» الفيلم درجة 5/ 10.

## طاقم التمثيل
- إيمان: في دور شيرين حمدي يوسف
- محمود مسعود: في دور أشرف (حبيب شيرين)
- إبراهيم خان: في دور العقيد علاء رمضان (رئيس المباحث)
- عزة كمال: في دور حنان زكي (كوافيرة بمعهد تجميل)
- فريدة سيف النصر: في دور شربات (الراقصة اللعوب)
- فاروق يوسف: في دور هاشم (خادم بيت شيرين وأشرف)
- سامي سرحان: في دور سلطان (سائق شيرين وأشرف)
- سيد الصاوي: في دور الضابط أسامة
- محمد أبو الحسن: في دور علي الجنتل (القواد زعيم العصابة)
- حمدي يوسف: في دور شوكت بيه (والد شيرين)
- محمود الحفناوي: في دور عزيز (ابن عم شيرين)
- مطاوع عويس: في دور جلال (سايس السيارات)
- عادل عمار: في دور المخبر عامل التليفونات.
- بوسي: في دور الراقصة
- بالاشتراك مع: سيد سعد - سيد مصطفى - صلاح صادق.[6][7]

## أحداث الفيلم
يمتلك الثري شوكت بيه (حمدي يوسف) مصنعاً كبيراً وعدة شركات، وتشاركه في ملكيتها إبنته شيرين (إيمان سركيس)، وحسب الوصية التي آلت إليهم بموجبها كل تلك الثروة. يطمع شوكت في تزويج شيرين من ابن عمها عزيز (محمود الحفناوي)، ذراعه الأيمن، حتى لا تذهب الثروة إلى شخص غريب، ولكن شيرين تتعرف على أشرف (محمود مسعود)، في مباراة للتنس بالنادى، وتعجب به وتعرض عليه الزواج، رغم اعتراض والدها، ويجدها أشرف فرصة سانحة للزواج بالثرية شيرين، ويوافق على زواجها، رغم علمه بكره والدها له. يلتحق أشرف بالعمل في المصنع ولا يقدم الكثير، حيث كان لا يحضر يومياً، ويصرف مرتبه الكبير في أموره الشخصية. كان أشرف له علاقة بالفتاة حنان زكي (عزة كمال)، التي تعمل في معهد للتجميل، ويستأذنها في الزواج من شيرين، ليستولي على أموالها ثم يتزوجان. يلحق أشرف بالعمل معه، صديقه الفقير أيضا، سلطان (سامي سرحان)، كسائق خاص لزوجته شيرين، ويفكر أشرف في قتل شيرين، بعد إبرام بوليصة تأمين على حياتها بمبلغ كبير، يؤول بالطبع لصالحه عند موتها، ولكن ابيها شوكت بيه، يرفض البوليصة بشدة. يعمل الخادم هاشم (فاروق يوسف) بمنزل شيرين وأشرف، وكان على علاقة بالراقصة اللعوب شربات (فريدة سيف النصر) ويحاول استدراجها للمنزل، حينما يخلو من أصحابه، ولكنها كانت تتمنع عليه، فلم يكن يدرى أنها تعمل مع زعيم العصابة القواد علي الجنتل (محمد أبو الحسن)، الذي كان يستغل دخولها البيوت لمعرفة أسرارها، وتساعد باقى أفراد العصابة في السطو على المنازل. يصطحب السائق سلطان سيدته شيرين، لمعهد التجميل، وفي طريق العودة، يخدرها ويأخذها لمكان مهجور مقيدة، ثم يعود ويترك رسالة يطلب فيها فدية مليون جنيه. يقوم أشرف بإبلاغ الشرطة، ويهتم رئيس المباحث العقيد علاء رمضان (إبراهيم خان)، ويسند لمساعده الضابط أسامة (سيد الصاوي)، عمل التحريات والذي لا يشك في السائق سلطان باعتباره مخطوفاً مع شيرين، وتنحصر شكوكه في الخادم هاشم، الذي بدت تصرفاته مريبة، وكذب بشأن تحركاته مع شربات، التي تم مراقبتها هي أيضا، وقادتهم لمراقبة علي الجنتل. يوافق شوكت بيه على دفع الفدية، ويوافق أشرف أيضاً. نكتشف أن الذي تسلم النقود هي شيرين، ثم تتوجه للبيت في حالة إعياء، ومعها السائق سلطان مصاب بعدة جروح، ويبدو أمام الشرطة انه هو الذي خلصها من المختطف قبل تسلم النقود. تغادر الشرطة، وتخلع شيرين الماسك عن وجهها، ليتضح انها حنان، وقد انتحلت شخصية شيرين وقلدت صوتها، وارتدت ملابسها، ويحتفل الجميع بالانتصار، ويقوم سلطان بوضع المخدر لأشرف في الشراب، ويهرب مع حنان بالنقود. تهاجم الشرطة منزل هاشم وشربات، ليكتشفوا أن شربات الهاربة من أهلها، ويقوم هاشم بالاتصال بشقيقها (صلاح صادق)، ومساومته على مبلغ كبير، مقابل أن يستدرج له أخته شربات ليقتلها. تلقي الشرطة القبض على الجميع. تتوالى الأحداث وتعثر الشرطة على الوكر المخبأ به شيرين مع سلطان، يتم قتل سلطان بطلق ناري ويتم إنقاذ شيرين وتستعيد النقود، ويترك الجميع شيرين في السيارة وحدها، ليتناقشون كيف أوقعوا بالعصابة، ليكتشفوا أن أشرف لم يلقى مصرعه، وعاد مرة أخرى وبيده سلاح آلي، ويخبر شيرين، قبل قتلها، أنه فعل ذلك من أجل أن يصبح ثرياً مثلها، ولكن الضابط أسامه يشتبك معه ويصيبه إصابة قاتلة.

## وصلات خارجية
- مقالات تستعمل روابط فنية بلا صلة مع ويكي بيانات
- الداهية على الدهليز
- الداهية على كاروهات